# Ivan Makuc
Ivan Makuc, slovenski sindikalni in politični delavec, * 27. julij 1887, Spodnja Idrija, † 22. december 1974, Kranj.       

## Življenje in delo
Rodil se je v družini rudarja Antona in gospodinje Jere Makuc rojene Božič. Po končani ljudski šoli v domačem kraju je bil rudar v Idriji in Kočevju ter železniški delavec Trstu in Ljubljani. Zelo mlad se je vključil socialistično politično gibanje, zato je bil zaradi političnih aktivnosti kmalu ob službo.  Od leta 1903 je bil član Jugoslovanske socialnodemokratske stranke, dejaven predvsem v sindikalnem gibanju; 1905 je v Trstu sodeloval pri ustanavljanju društva Ljudski oder. Leta 1920 je bil med ustanovitelji Komunistične partije Jugoslavije v Sloveniji, junija tega leta delegat na 2. kongresu KPJ v Vukovarju in na njem izvoljen v centralni strankin svet. Kot član vodstva pokrajinske organizacije KPJ v Sloveniji in sindikalni delavec je bil med drugim tajnik Splošne delavske zveze za Slovenijo; 1925 je pomagal pri združevalnem procesu leto prej prepovedanih neodvisnih strokovnih organizacij v enotno razredno strokovno organizacijo (Ujedinjeni radnički sindikalni savez Jugoslavije za Slovenijo). Po uvedbi šestojanuarske diktature je bil nekaj časa zaprt v beograjski Glavnjači. Po vrnitvi iz zapora je bil prisilno upokojen, kasneje pa se je lahko zaposlil v ljubljanski plinarni, vendar pod pogojem, da se odpove sleherni komunistični dejavnosti. Po desetletni politični odsotnosti se je tik pred 2. svetovno vojno znova približal Komunistični partiji Slovenije. Po okupaciji Kraljevine Jugoslavije se je pridružil Osvobodilni fronti ter sodeloval v narodnoosvobodilni borbi. Oktobra 1943 je bil v interniran v taborišče Dachau. Po vojni se je ponovno zaposlil v ljubljanski plinarni, vendar politično ni bil več aktiven. Na lastno željo pa je bil ponovno sprejet v KPS. Makuc se je sedemdeset let svojega življenja posvečal boju za delavske pravice. Za svoje delo je prejel več odlikovanj.